# The Chicago Code
The Chicago Code es una serie de televisión estadounidense creada por Emanuel Osso que fue emitida en los Estados Unidos por Fox. La serie estuvo en antena desde el 7 de febrero al 23 de mayo de 2011. Se filmó en locaciones de Chicago, Illinois, y Fox la canceló el 10 de mayo de 2011.

## Argumento
La serie cuenta la historia de los funcionarios del Departamento de Policía de Chicago, donde luchan contra el crimen en las calles y tratan de exponer la corrupción política dentro de la ciudad. El detective veterano de la policía de Chicago Jarek Wysocki conduce la unidad especial de lucha contra la corrupción. Wysocki fue asignado para dirigir la unidad especial de su jefa, la recién nombrada primera Superintendente de la Policía de Chicago quien es su antigua compañera, Teresa Colvin (Jennifer Beals). También en la unidad está Evers Caleb, un joven detective y la última pareja de Wysocki. Durante sus investigaciones de los detectives a menudo se encuentra a los agentes de policía Vonda Wysocki (sobrina de Jarek) e  Isaac Joiner compañero de Vonda. Mientras que un agente encubierto, trabaja en las calles, quien obtiene información sobre Hugh Killian y la mafia irlandesa y su conexión con la corrupción. Se cree que es la fuente de la corrupción es el concejal Ronin Gibbons, un político poderoso e influyente en Chicago.

## Personajes

### Principales
- Jason Clarke como Jarek Wysocki, un duro estadounidense de Chicago de origen polaco, detective de homicidios visto como una figura legendaria en el departamento, que odia la corrupción, ama a los Medias Blancas, y tiene dificultades para encontrar un colega que pueda mantenerse al día con él en las calles de la ciudad. Él y Colvin se unen en la lucha contra el crimen al comenzar como oficiales en las calles, y que comparten una estrecha amistad, lo que les dará la autoridad para hacerse cargo de las investigaciones de los casos de otros funcionarios. Wysocki continúa buscando a los asesinos de su difunto hermano, que era también un Oficial de Policía de Chicago. Wysocki es divorciado, y se comprometió con una mujer más joven, pero aun así aún mantiene relaciones con su exesposa.
- Jennifer Beals como Teresa Colvin, primera mujer superintendente de policía de Chicago. Ella es una oficial muy dura y ambiciosa, sin miedo a desafiar a los funcionarios del gobierno o degradar a los oficiales que ella ve como incompetentes, aun a riesgo de hacer enemigos en el departamento. En el primer episodio se revela que el negocio de sus padres y el matrimonio de ellos fueron destruidos por la corrupción en la ciudad, y ella ha hecho de la limpieza una tarea personal.
- Matt Lauria como Caleb Evers, un detective de homicidios, joven, que es el más reciente compañero de Wysocki, e impresiona tanto a Wysocki y Colvin con sus habilidades de observación que trabaja en los casos más importantes. Él es graduado de la Universidad Northwestern y tiene pendiente una solicitud en la Oficina Federal de Investigaciones.
- Devin Kelley como Vonda Wysocki, sobrina de Jarek y una oficial novata de la policía. Su padre fue asesinado en el cumplimiento de su deber cuando era una niña pequeña, y su tío la crio y la apoyó a través de la academia de policía.
- Todd Williams como Isaac Joiner, un oficial joven y ambicioso cuya insistencia con Vonda lleva a Wysocki a preocuparse por su sobrina. Más tarde se revela que él es el novio de Vonda.
- Billy Lush como Liam Hennessey presentado como un matón de bajo nivel, más tarde se reveló como un detective de la policía llamado Chris Collier que trabaja encubierto en la mafia irlandesa.
- Delroy Lindo como el concejal Ronin Gibbons, un regidor de Chicago con más de veinte años en el cargo, considerado como la figura más influyente en la vida política de la ciudad. Colvin lo identifica como el principal objetivo en su cruzada anticorrupción.

### Recurrentes
- Amy Price-Francis como Dina la exesposa de Jarek Wysocki, con quien lleva una aventura mientras está con Elena.
- Camille Guaty como Elena, novia de Jarek, que rompe con él después de que él le diga que todavía está enamorado de Dina.

## Producción

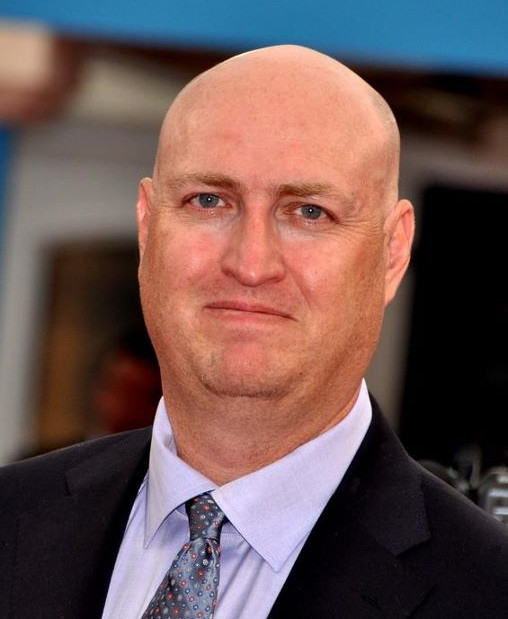
Uno de los equipos de la serie "The Chicago Code".

El título original de la serie fue Ride-Along, Fox dio luz verde al piloto en enero de 2010. La serie fue creada por Shawn Ryan. En cuanto a la imagen de Chicago que se muestra en la serie, Ryan dijo: "Es una ciudad çon la que estoy muy familiarizado, y no he visto muchas imágenes de esta ciudad, al menos en la televisión", y mencionó que Chicago es "el centro del universo." Al describir la serie, dijo, "Habrá unos cuantos cambios que lo hace diferente de otros programas de policías en el aire y será con Fox". Respecto al título original y al concepto, Ryan describió la serie como "un espectáculo de la policía en Chicago, cuyo propósito es que el espectador sienta como si estuvieran en el coche de policía con la policía." A medida que la serie se desarrolló, la serie fue renombrada a El Código de Chicago, diciendo: "Se hizo mucho, mucho más de lo previsto originalmente. Se convirtió en un espectáculo debía ser mucho más que contar sólo la historia de los agentes de policía, sino ver por medio de sus ojos lo que sucede en las calles.
Fox anunció la cancelación de la serie el 10 de mayo de 2011. El último episodio se emitió el 23 de mayo de 2011.

## Episodios
- 1x01 - Pilot
- 1x02 - Hog Butcher
- 1x03 - Gillis, Chase and Babyface
- 1x04 - Cabrini Green
- 1x05 - O'Leary's Cow
- 1x06 - The Gold Coin Kid
- 1x07 - Black Hand and the Shotgun M
- 1x08 - Wild Onions
- 1x09 - St Valentine Day's Massacre
- 1x10 - Bathhouse and Hinky
- 1x11 - Black Sox
- 1x12 - Greylord
- 1x13 - Mike Royko's Revenge

## Recepción
El episodio piloto recibió críticas favorables, anotando 75 sobre 100 en Metacritic. James Queally de The Star-Ledger , dijo "bien elaborados los personajes de Ryan, es lo que muestra el piloto, lo que equivale a una efectiva , pero no revolucionaria historia". Noel Murray, de The AV Club le dio al piloto una B+, diciendo que "el espectáculo hace un gran uso de Chicago como personaje, que en sí mismo le da aspecto y se sienten a diferencia de otros thrillers urbanos de policías en televisión". IGN le dio al piloto un 8,5 sobre 10.

## Emisión Internacional
| País           | Emisora                   | Fecha                 |
| -------------- | ------------------------- | --------------------- |
| Canadá         | Global Television Network | Febrero - 7 - 2011    |
| Estados Unidos | FOX                       | Febrero - 7 - 2011    |
| Reino Unido    | Sky 1                     | Mayo - 12 - 2011      |
| Irlanda        | Sky 1                     | Mayo - 12 - 2011      |
| Lituania       | TV3 Lituania              | Diciembre - 12 - 2011 |